# Ketschengasse 27

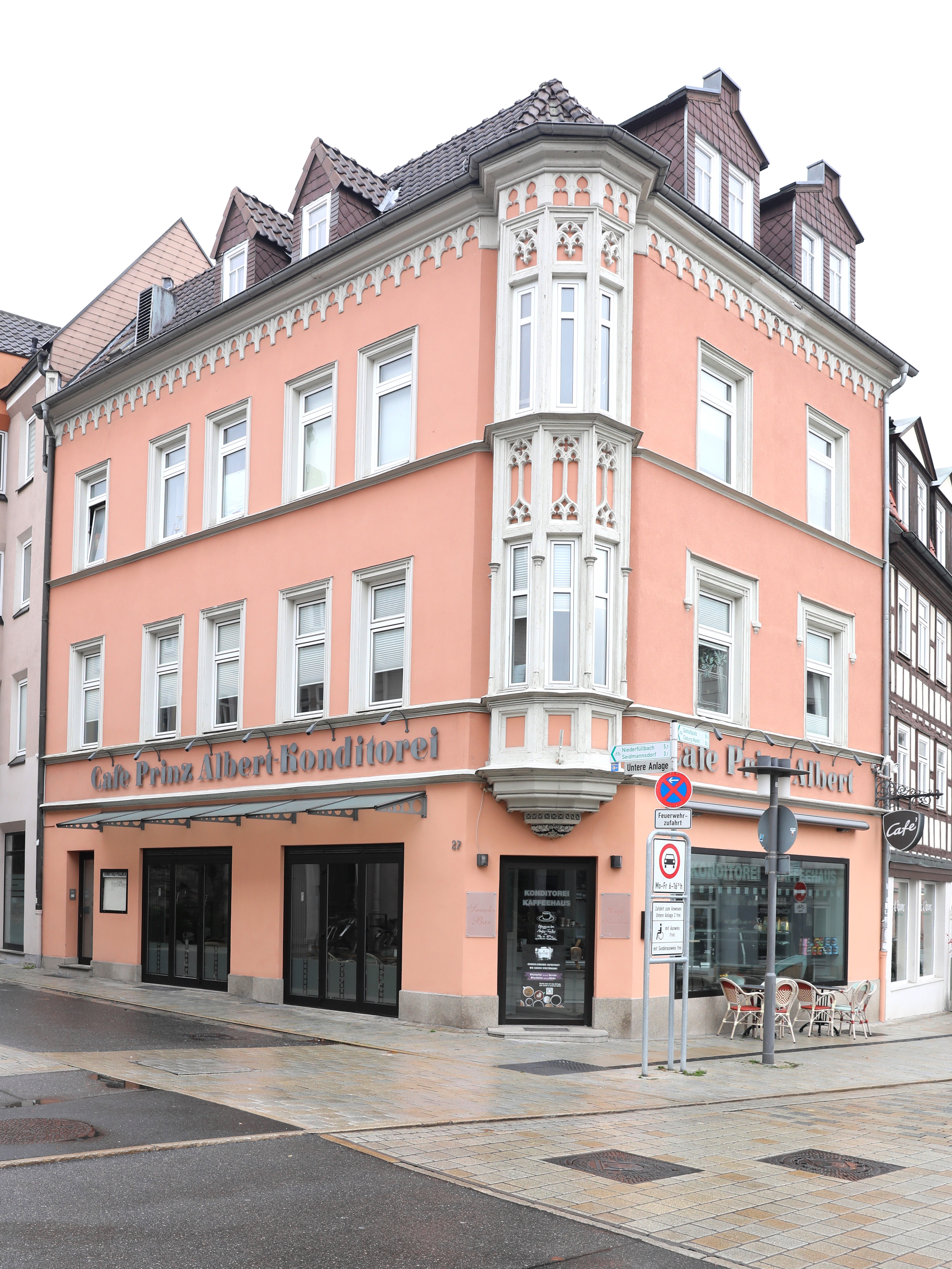
Wohn- und Geschäftshaus Ketschengasse 27 in Coburg

Das Wohn- und Geschäftshaus Ketschengasse 27 steht in der Ketschengasse der oberfränkischen Stadt Coburg. Das denkmalgeschützte, dreigeschossige Eckgebäude wurde Mitte des 19. Jahrhunderts errichtet.

## Geschichte
In den 1860er Jahren ließ sich der Konditormeister Julius Ruprecht das Wohnhaus errichten. Es ersetzte ein altes Gebäude, das am 1791 abgebrochenen inneren Ketschentor stand. Im Jahr 1909 wurde eine zweite Dachgaube eingebaut. Der Eigentümer veranlasste 1958 die Ladenfläche durch Entfernung der Zwischenwände zu vergrößern und große Schaufenster einzubauen. Ein zusätzlicher Laden wurde 1968 an der Unteren Anlage angebaut. Im Jahr 2001 erfolgte eine Fassadensanierung.

## Architektur
Das neugotisch gestaltete, dreigeschossige Gebäude steht östlich des Albertsplatzes, an der Ecke von Ketschengasse und Unteren Anlage. Der Hauseingang befindet sich in der Unteren Anlage. Das Mansardwalmdachhaus hat seine längere fünfachsige Seite zur Unteren Anlage. Winklige Profilstürze der Fenster im ersten Obergeschoss, Zwerchhäuser und ein Eckerker betonen aber den Stand des Hauses in der Ketschengasse, wo es nur zwei Fensterachsen besitzt. Umlaufende Brüstungsprofile gliedern horizontal die Fassade. Blendmaßwerk, Winkelprofile und Säulchen verzieren den zweigeschossigen, polygonalen Eckerker. Ein Dreipassfries umzieht das Haus unter der Dachtraufe.